# Sofiádha
Sofiádha (Sofiada) är en ort i Grekland.   Den ligger i prefekturen Fthiotis och regionen Grekiska fastlandet, i den centrala delen av landet, 190 km nordväst om huvudstaden Aten. Sofiádha ligger 149 meter över havet och antalet invånare är 235.
Terrängen runt Sofiádha är kuperad åt sydost, men åt nordväst är den platt. Runt Sofiádha är det glesbefolkat, med 15 invånare per kvadratkilometer. Närmaste större samhälle är Fársala, 15,2 km nordost om Sofiádha. Trakten runt Sofiádha består till största delen av jordbruksmark.